# Уров, Анатолий Павлович
Анатолий Павлович Уров — советский хозяйственный, государственный и политический деятель.

## Биография
Родился в 1930 году в Татарской АССР. Член КПСС.
С 1953 года — на хозяйственной, общественной и политической работе. В 1953—1990 гг. — механик, инженер смены, заместитель начальника цеха, заместитель главного конструктора, главный конструктор, секретарь парткома Рыбинского судостроительного завода им. Володарского, заведующий отделом Рыбинского горкома КПСС, второй секретарь Рыбинского горкома КПСС, председатель Рыбинского горисполкома, первый секретарь Рыбинского горкома КПСС, председатель Ярославского областного комитета народного контроля.
Делегат XXVI съезда КПСС.
Почетный гражданин Рыбинска (1985).
Умер в Ярославле в 2016 году.